# Hipocamp (satèl·lit)
Hipocamp (designació provisional S/2004 N 1) és un petit satèl·lit natural de Neptú, té uns 18 km de diàmetre i orbita el planeta en tan sols un dia terrestre. Fou descobert l'1 de juliol de 2013, incrementant el nombre de satèl·lits de Neptú coneguts fins a 14. El satèl·lit és tan tènue que no fou observat per la sonda Voyager 2 al 1989. Mark Showalter del SETI la trobà analitzant fotografies arxivades del telescopi espacial Hubble capturades entre el 2004 i el 2009. L'antiga designació provisional, "S/2004 N 1", feia referència a l'any en què s'aconseguiren les dades, al "2004" i no a l'any del descobriment.

## Etimologia
Oficialment, el nom d'Hipocamp prové del monstre marí de la mitologia grega Hipocamp, amb cos de cavall i cua de peix; el seu descobridor, però, afirmà que realment l'havia anomenat així ja que és un admirador dels cavallets de mar; com que aquests inclouen un gènere anomenat Hippocampus, va anomenar així la lluna.

## Descobriment
Mark Showalter descobrí S/2004 N 1 l'1 de juliol de 2013 mentre examinava imatges del telescopi espacial Hubble del 2009 dels arcs de l'anell Adam de Neptú. Va utilitzar una tècnica similar a l'escombratge per compensar el moviment orbital i permetre l'acumulació de múltiples imatges (stacking) per aconseguir veure detalls molt tènues. Després de decidir per caprici expandir l'àrea de recerca fins a radis molt més enllà dels anells, trobà un punt força obvi que representava un nou satèl·lit. Posteriorment va trobar-lo en diferents imatges arxivades del Hubble fins al 2004. La sonda Voyager 2, què observà tots els altres satèl·lits interiors de Neptú, no el detectà el 1989, a causa de la foscor. Com que les imatges rellevants han estat disponibles al públic durant molt de temps, qualsevol podria haver fet el descobriment.
S/2004 N 1 és el catorzè satèl·lit de Neptú, i el primer a ser descobert des de setembre del 2003.

## Origen
Es pensa que els actuals satèl·lits interiors de Neptú s'acretaren després de la hipotètica captura del satèl·lit més gros de Neptú, Tritó, que presenta una òrbita inclinada i un moviment retrògrad.
Existeix la hipòtesi que Tritó era un objecte del cinturó de Kuiper que fou capturat per Neptú poc després de la formació del sistema de satèl·lits original i que aquesta captura provocà que les òrbites dels satèl·lits preexistents es mogueren a causa d'aquest esdeveniment, conduint a l'ejecció d'alguns satèl·lits i la destrucció per col·lisió d'altres.
A partir de les runes resultants després que l'òrbita de tritó esdevingués circular per acceleració de marea,